# Horia (localidad de Constanța)
Horia (antiguamente Muslubei) es una localidad rumana de la comuna homónima, en el condado de Constanța.

## Toponimia
El antiguo nombre del lugar puede encontrarse escrito con grafías como Muslu-Bei  y Muslubei.  Pasó a llamarse Horia.

## Historia
Hacia comienzos del siglo XX, la localidad, que ya por entonces pertenecía al condado de Constanța, formaba parte de la comuna de Siriu y tenía contabilizada una población de 445 habitantes, en su mayor parte búlgaros.
La localidad, que terminó formando parte de la comuna homónima de Horia, en el censo de 2021 tenía una población de 579 habitantes.